# 蘿拉·菲比安
蘿拉·菲比安（1970年1月9日—），本名蘿拉·克羅卡爾（法語：Lara Crokaert）是一位生於比利時埃特爾貝克的國際女歌手，以具有爆發力的嗓音和絕佳的歌藝馳譽於世，而她乃一名抒情女高音，寛廣的音域可橫跨約四個八度音程。同時，她也是一名多語種歌手，除了母語法文，她還以意大利文、西班牙文、葡萄牙文及英文唱歌，並且能流利表達，迄今全球專輯銷量已超過一千萬張。另一方面，她具有比利時和加拿大雙重國籍，在1994年成為加拿大公民後，展開了其魁北克的歌唱生涯。最後，她曾代表盧森堡參加1988年歐洲歌唱大賽，所唱歌曲名為“相信”（Croire），拿下第四名的佳績。

## 早年生活
蘿拉·菲比安的母親爲意大利西西里人，而父親則爲比利時人，其名稱乃受電影名作「齊瓦哥醫生」的主題曲啟發而來，皆因她雙親酷愛該曲，因此以此定其名。雖然她是出生在比利時，可她前五年卻於其母的故鄉意大利西西里度過，在定居比利時布魯塞爾之前，蘿拉·菲比安是以意大利語爲母語。
蘿拉·菲比安在很小的時候就酷愛唱歌跳舞，自小便上鋼琴課，並在八歲的時候在布魯塞爾皇家音樂學院受正統的音樂訓練。在十年的音樂學習生涯中，她不斷譜寫歌曲，並公開表演它們，在決定以音樂事業作爲全職之前，她曾想當律師。另一方面，蘿拉·菲比安的風格大大受古典音樂，以及當代的音樂家芭芭拉·史翠珊Barbra Streisand和皇后合唱團Queen所影響。

## 初露鋒芒（1988年－1993年）
1988年盧森堡的RTL TV電視台邀請蘿拉·菲比安代表該國參加1988年歐洲歌唱大賽，她在比賽中獻唱了名爲“相信”（Croire）的歌曲，拿下第四名的佳績，當年代表瑞士參賽的莎蓮·迪安Céline Dion以歌曲Ne Partez Pas Sans Moi獲得冠軍，而蘿拉·菲比安所演唱的單曲“相信”（Croire）當年在歐洲熱賣超過五十多萬張，成績彪炳。
1990年蘿拉·菲比安因往加拿大宣傳她第三首單曲Je Sais，而愛上了魁北克省，1991年，她僅攜兩個行李和約一千多元的美金，跟隨其朋友以及音樂夥伴Rick Allison遷徙至蒙特婁，展開了北美洲的音樂生涯，他們仨更成立了自己的音樂發行公司，Rick Allison跟蘿拉·菲比安於數年前在布魯塞爾的一間爵士酒吧結識，Rick Allison由於對其具有爆發力的嗓音印象深刻，故固定爲其譜寫歌曲及錄製它們。
1991年8月,蘿拉·菲比安在加拿大發行了首張同名專輯蘿拉·菲比安，而專輯銷量在短短兩周突破十多萬張，這張專輯在1993年被認證爲金唱片，更於隔年銷量認證爲白金唱片。這張專輯中相當成功的快歌如Le jour où tu partira、Les murs以及Qui pense à l'amour都提高了她在電台的曝光率，1993年她在加拿大法語區音樂大獎（ADISQ awards）獲獎，而觀眾民調都顯示她乃魁北克最有潛力的歌手。

## 天后之路（1994年－1998年）
1994年蘿拉·菲比安因在魁北克頻繁舉行巡迴演唱，而令其專輯及時行樂（Carpe diem）發行不到三星期，被認證爲金唱片，並產生了三支熱門單曲：“Tu t'en vas”、“Si tu m'aimes”和“Leïla”，隔年專輯的銷量被認證爲三白金，成爲其當時歌唱生涯的一大突破。蘿拉·菲比安的巡迴演唱共吸引超過十五萬的樂迷支持，而其專輯及時行樂的成功也受到1995年魁北克法語音樂大獎的肯定，促使蘿拉·菲比安獲得兩項Félix獎：年度最佳表演以及年度最佳女演唱人（這個獎項是觀眾所票選出來的），成績彪炳。
1995年1月法國歌手Serge Lama邀請蘿拉·菲比安和跟隨他在Palais des Congrès（巴黎表演中心）一起獻唱“Je suis malade”，這首歌收錄在專輯及時行樂中，兩人合唱的表演引起樂迷極大的迴響，繼而令Serge Lama當場就請蘿拉·菲比安獨唱這首歌，繼續歡娛了在場的樂迷。
1996年迪士尼邀請蘿拉·菲比安爲法語版的鐘樓駝俠動畫裏面的角色Esmeralda配音，迪士尼還特別將蘿拉·菲比安爲鐘樓駝俠所演唱的法語版主題曲“Que Dieu aide les exclus”收錄在英文的電影原聲帶中。
因爲專輯及時行樂的成功，蘿拉·菲比安跟法國寶麗多唱片訂立下幾張專輯的合同，而在1997年6月蘿拉·菲比安發行專輯素雅（Pure），這張專輯單單在法國就創下了兩百萬的銷量，而它發行不到兩星期就被認證爲白金唱片，更產生了幾首熱門的單曲：諸如“Tout”、“Je t'aime”、“Humana”以及反同性戀恐懼症（anti-homophobia）的代表歌曲“La Différence”。“Tout”、“Je t'aime”和“Humana”這三張單曲的銷量都超過一百萬張。另一方面，蘿拉·菲比安再次獲頒魁北克法語音樂大獎（ADISQ gala）Félix獎1997年年度最受歡迎專輯，並獲頒Juno Awards（加拿大金曲獎）最佳女演唱人，以及最暢銷法語專輯兩項獎項。與此同時，蘿拉·菲比安因爲這次音樂獎項的肯定，而吸引了電影公司的注意，電影「十萬火急」（Daylight）的製片便邀請蘿拉·菲比安和Rick Allison爲這部電影譜寫主題曲，他倆創作了法語歌曲“Tant qu'il y aura de l'amour”，而在電影中，這首歌是由Donna Summer和Bruce Roberts用英文所演唱。
1998年1月蘿拉·菲比安跟Johnny Hallyday於法國慈善機構the Restos du Coeur所舉辦的慈善募款晚會對唱，之後兩人又於Johnny Hallyday巡迴演出之中，在法國國家體育館（Stade de France）再次對唱。與此同時，蘿拉·菲比安在法國L'Olympia音樂廳，舉辦了兩場演唱會，兩場票都銷售一空。一個月後，蘿拉·菲比安則在法國L'Olympia音樂廳所舉辦的法國音樂大獎（the Victoires de la Musique Gala）中，獲頒年度發現獎（the Discovery Of The Year award），1998年寶麗金唱片在歐洲重新發行蘿拉·菲比安1994年的加拿大暢銷專輯及時行樂，亦替其打開國際知名度。另一方面，富有名氣的法國巴黎格雷萬蠟像館（Grévin Wax Museum）決定爲蘿拉·菲比安做一座蠟像，此舉魁北克市立博物館已做過，而此舉也大大提升了蘿拉·菲比安的名氣，令其成為加拿大第一次獲此殊榮的女歌手。
1998年整個秋季，蘿拉·菲比安都在法國度過，更舉辦了廿四個城市的巡迴演唱會，包括巴黎、里昂、馬賽、日內瓦和摩納哥。在這次極為暢銷的巡迴演唱會中，蘿拉·菲比安共吸引了150萬的歌迷前來觀賞演唱會，蘿拉·菲比安在魁北克法語音樂大獎獲頒最受魁北克肯定的歌手外，亦同時被選為法國雜誌Paris Match的風雲人物，以得獎的照片登上雜誌的封面。
1999年3月蘿拉·菲比安發行了名爲Live的第一張現場專輯，它在首周一舉打進法國音樂排行榜榜首，這也幫助蘿拉·菲比安奠定了國際知名度，繼而令其獲得新力唱片公司Sony Music垂青，招攬成爲旗下歌手。
1999年5月，蘿拉·菲比安在摩納哥舉辦的世界音樂獎（World Music Awards）中，憑藉專輯素雅獲得1998年年度最暢銷專輯，1999年7月，這張專輯在歐洲締造了六百萬張的銷售佳績。另一方面，寶麗金唱片亦趁勢重新發行了蘿拉·菲比安1991年所發行的同名專輯，這張歐版的專輯做了一些更改, 專輯換了新封面，也多了一首1988年在歐洲歌唱比賽所唱的熱門單曲“Croire”。

## 揚威國際（1999年－2001年）
1999年夏天，蘿拉·菲比安橫跨大西洋，在紐約及舊金山錄製她首張同名英語專輯蘿拉·菲比安（Lara Fabian），這張專輯的歌曲都是由她之前的音樂夥伴Rick Allison、Dave Pickell、Walter Afanasief以及Patrick Leonard所編寫和製作的。
專輯中第一支英語單曲愛情不滅（I Will Love Again）爲舞曲，打進美國熱門舞曲告示排行榜（U.S.A. Billboard Hot Dance Music/Club Play）榜首，而它也躍升美國告示排行榜熱門100單曲的第32名，以及美國成人抒情排行榜（Adult Contemporary）第10名，同時也打進一些國家的排行榜上。接著推出的慢歌單曲愛的力量（Love By Grace），打進美國成人抒情排行榜第24名。第三支單曲這就是我（I Am Who I Am）由Hex Hector重新混音而成，成為地下俱樂部的熱門歌曲，不過沒有擠進排行榜上。接著推出的慢歌單曲慢版曲（Adagio），打進法國單曲排行榜第5名，同時也打進比利時單曲排行榜第3名。
這張專輯才剛推出就一舉擠進美國告示牌新進藝人榜（The Billboard Heatseekers new album chart）以及法國專輯排行榜榜首，而在比利時專輯排行榜獲得第2名。另一方面，這張專輯的亞洲版，蘿拉·菲比安和台灣華裔流行歌手王力宏（Wang Lee Hom）合唱慢歌生命之光（Light of my life）。
同時，蘿拉·菲比安也為荷里活的動畫電影原聲帶錄製了一些歌曲，像是「太空戰士」（Final Fantasy: The Spirits Within）中的歌曲The Dream Within，「AI人工智慧」（AI:Artificial Intelligence）中的歌曲For Always，而在這張原聲帶中，For Always有兩種版本，一種是Lara Fabian獨唱版本，另外一種則與歌手Josh Groban合唱的版本。另一方面，蘿拉·菲比安也嘗試戲劇演出，他在電影中與希臘跨界美聲男歌手Mario Frangoulis同台演唱Cole Porter的歌曲 So In Love，這首歌收錄在電影原聲帶中，另外，蘿拉·菲比安的單曲Givin' Up On You也收錄在「戀愛世代：二部曲」（Songs From Dawson's Creek, Vol. 2）電影原聲帶中。

## 滿載而歸（2001年－2003年）
蘿拉·菲比安在首張同名英語專輯蘿拉·菲比安（Lara Fabian）累積了相當豐碩的經驗，雖然備受好評，不過卻令她身心俱疲。2001年的秋季，蘿拉·菲比安重回法語歌壇，於魁北克和法國同步發行其第四張法語專輯𨉹𨊛（Nue）。這張專輯一舉擠進比利時音樂排行榜榜首，在法國音樂排行榜拿下第2名，惟在魁北克卻幾乎沒有影響力。此外，這張專輯2001年秋天也在葡萄牙發行，並擠進專輯排行版前10名，這段時期可視為Lara Fabian上一張英語專輯大受歡迎後，所累積的成果。
這張專輯是她和製作人和編曲人Rick Allison前幾年對於她情感起伏的紀錄寫照，迥殊於昔日所展現的特殊爆發力，蘿拉·菲比安希望歌迷能夠從這張專輯中，感受到其歌聲柔情似水的一面。
專輯中第一支單曲J'y crois encore就一舉擠進法國流行音樂排行榜的前20名。
2002年和比利時歌手Maurane所合唱的歌曲Tu es mon autre在法國得到年度最佳歌曲的提名，並在法國排行榜一舉擠進第5名，這首歌曲已成蘿拉·菲比安歌唱生涯的招牌歌曲，她也在許多演唱會中和不同歌手演唱這首歌，包括在她2001到2002年的巡迴演唱中合唱的Rick Allison。
2002年年底，蘿拉·菲比安發行她第2張現場演唱專輯 Live 2002，這張專輯收錄他近期巡迴演唱的歌曲，同時也發行演唱會DVD，DVD是錄製2001年12月在比利時石化森林國家公園（the Forest National）以及巴黎Le Zénith舉辦演唱會的過程。
在2003年初，蘿拉·菲比安又開始她巡迴演唱的行程，這次演唱會每個星期天晚上在Casino de Paris舒適安靜的氣氛下演唱，這個寧靜的場地也變成「新」的Lara Fabian和知道Lara Fabian卻沒很崇拜她的民眾之間的交流和互動，這些演唱會收錄在2003年發行的現場演唱專輯En toute intimité。

## 專輯列表
- 1991年： 蘿拉·菲比安（Lara Fabian）
- 1994年： Carpe Diem
- 1996年： Pure
- 1998年： Lara Fabian Live 98
- 1999年： 蘿拉·菲比安（Lara Fabian）
- 2001年： Nue
- 2001年： A.I（原声音乐）
- 2002年： Live 2002
- 2002年： Final Fantasy：The Dream Within（原声音乐）
- 2003年： En toute intimité
- 2004年： A Wonderful Life
- 2004年： De-Lovely（原声音乐）
- 2005年： 9
- 2006年： Un Regard 9 - Live
- 2009年： Toutes Les Femmes en Moi
- 2009年：Every woman in me
- 2010年：Mademoiselle Zhivago
- 2013年：Le secret

## 外部連結
- 官方网站（法文）（英文）